# Marguerite-Élisabeth de Leiningen-Westerbourg
Marguerite-Élisabeth de Leiningen-Westerbourg (30 juin 1604 à Schadeck, aujourd'hui, une partie de Runkel – 13 août 1667 à Wiesenbourg), est une comtesse de Leiningen et régente de Hesse-Hombourg.

## Biographie
Marguerite-Élisabeth est la seule enfant du premier mariage du comte Christophe de Leiningen-Westerbourg (1575-1635) et Anne Marie Ungnad, baronne de Weissenwolff (1573-1606). Elle épouse le 10 août 1622 à Butzbach le landgrave Frédéric Ier de Hesse-Hombourg. Après que Marguerite Élisabeth a donné naissance à son deuxième fils, la primogéniture est introduite dans le landgraviat.
Après la mort de son mari, le 9 mai 1638, elle exerce la régence pour son fils. Son plus jeune fils est Frédéric II de Hesse-Hombourg, le célèbre Prince de Hombourg.

## Descendance
Marguerite-Élisabeth et Frédéric ont les enfants suivants :
- Louis-Philippe (1623-1643)
- George (1624-1624)
- Guillaume-Christophe de Hesse-Hombourg (1625-1681), landgrave de Hesse-Hombourg, marié d'abord, en 1650, la princesse Sophie-Éléonore de Hesse-Darmstadt (1634-1663) puis marié en secondes noces, en 1665 à la princesse Anne-Élisabeth de Saxe-Lauenbourg(1624-1688)
- Georges-Christian de Hesse-Hombourg (1626-1677) marié en 1666 Anna Catherine de Pogwisch, veuve de von Ahlefeldt (1633-1694)
- Anne-Marguerite de Hesse-Hombourg (1629-1686) mariée en 1650 au duc Philippe-Louis de Schleswig-Holstein-Sonderbourg-Wiesenbourg (1620-1689)
- Frédéric II de Hesse-Hombourg (1633-1708), landgrave de Hesse-Hombourg, mieux connu comme Le Prince de Hombourg marié d'abord en 1661, à la comtesse Marguerite Brahe (en), veuve de Oxenstierna (1603-1669), puis en 1670, à la princesse Louise-Élisabeth de Courlande (1646-1690) et en troisièmes noces, en 1691, à la comtesse Sophie Sibylle de Leiningen-Westerbourg, veuve du comte de Leiningen-Dagsbourg (1656-1724)